# Paolo D'Oncieu de la Bâtie
Paolo D'Oncieu de la Bâtie (Rivoli, 1º settembre 1829 – Torino, 2 febbraio 1918) è stato un militare e politico italiano.

## Biografia
Di famiglia nobiliare sabauda, frequentò l'Accademia militare di Torino.
Prese parte nel 1848 come sottotenente dei granatieri alla Prima guerra d'indipendenza italiana,  come capitano dei bersaglieri alla Seconda guerra d'indipendenza italiana, dove guadagnò la medaglia d'argento al valor militare e nel 1866 con il grado di colonnello alla Terza guerra d'indipendenza italiana.
Nel 1875 fu promosso Maggiore generale. Nel 1881 divenne Aiutante di campo generale del Re e nel 1882 promosso al grado di Tenente generale. Fu comandante del XII corpo d Armata di Palermo dal 1888 al 1892.
Nel 1892 fu collocato a riposo e nominato senatore del Regno d'Italia nella XVIII legislatura.